# JR東海315系電力動車組
JR東海315系電力動車組（日语：／ 315-kei densha */?）是東海旅客鐵道（JR東海）使用的直流通勤型電聯車。

## 概述
JR东海315系电力动车组于2020年1月22日（令和2年）正式公开，其目的是于2022年前替换掉國鐵分割民營化前後上线运行的211系、213系和311系车组。2020年3月5日，其正式开始在中央本线名古屋至中津川段的业务转移工作。这是JR东海的在來線自313系车组至今20年以来首次迎来新型列车。
在此之前，JR东海的所有电力动车组列车均用于近郊线路，因此315系电力动车组也是第一个用于通勤线路的电力车组。。
315系电力动车组全车均由日本車輌製造生产；其也是第一款采用公司下一代品牌“N-QUALIS”的车型。。

## 车组信息

### 車身
与313系一样，315系电力动车组也采用了全不锈钢的车身，但对结构构件的布局进行了重新设计，从而达到提高强度的效果。除此之外，315系电力动车组还配备了具有“N-QUALIS”品牌特点的外板，外观上更为平滑。
车身颜色主要为白色和象征JR东海的橙色。橙色线条主要在侧门和侧窗附近，白色线条则位于车厢底部。列车正面从前窗到舷梯门底部均涂白色，前窗底部有一条橙色色带。列车前后两端的灯箱中配备有高亮度的LED指示灯。

### 内部配置
与313系相比，车厢内的长座椅涂色相同，均为蓝色。为增强区分度，优先席车厢的座椅和地板的颜色也做出了改动。。车窗采用了防紫外线玻璃，因此窗帘也被移除。。可开闭车窗可通过杠杆操作进行开闭。每个车门均安装有乘客引导系统，其也是JR东海有史以来在此系统首次采用液晶显示屏。此外，每节车厢在5个地方安装有监控摄像头，在3个地方安装有紧急通知装置。。
车组内配有残障人士专用盥洗室，每节车厢亦配有单独的残疾人专用轮椅停泊处。
车门采用的是电动门；这也是JR东海有史以来第一次采用此种车门。空调采用了人工智能技术，亦为日本国内轨道车辆首次；其温控机制目前仍在不断优化中。。

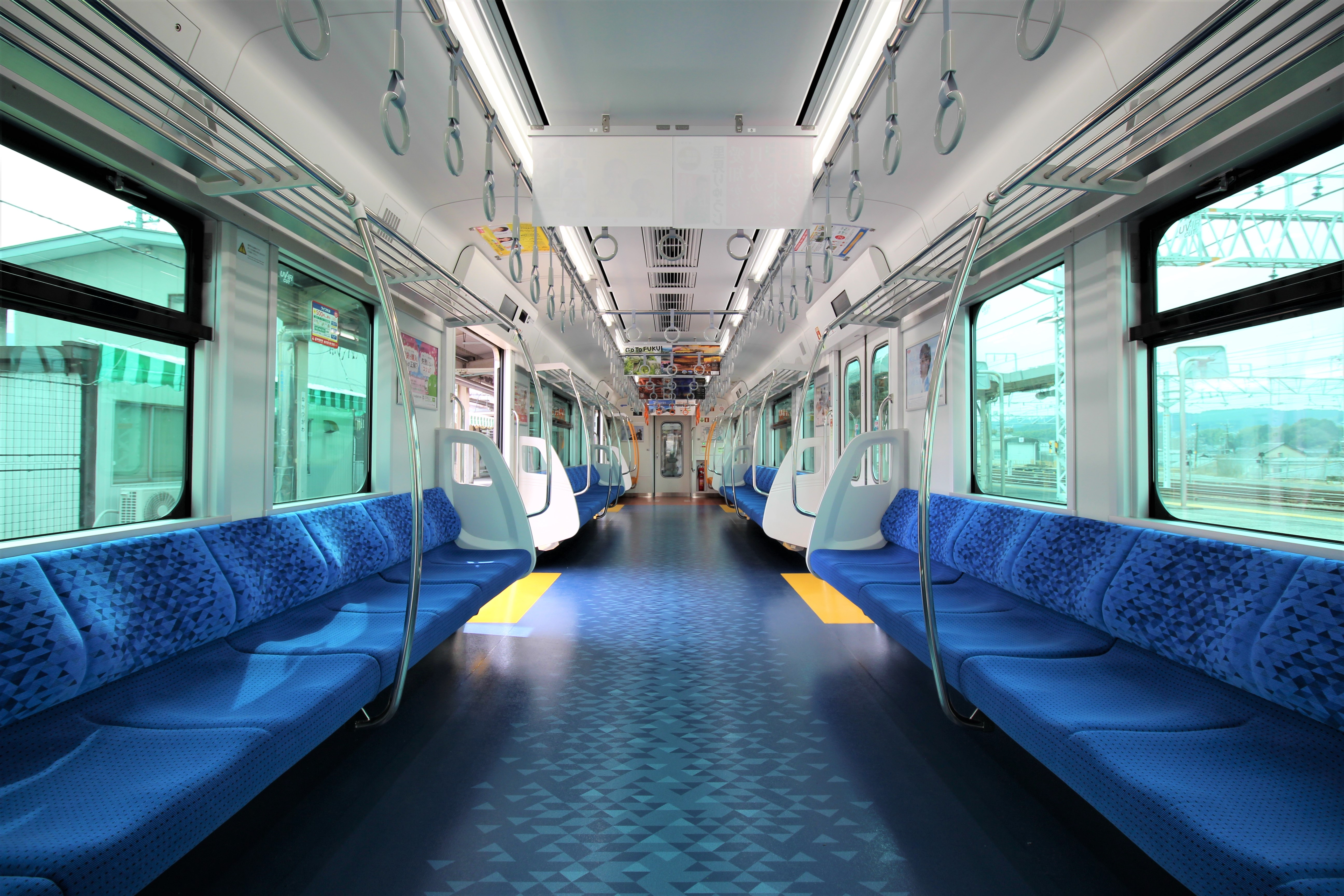
車内
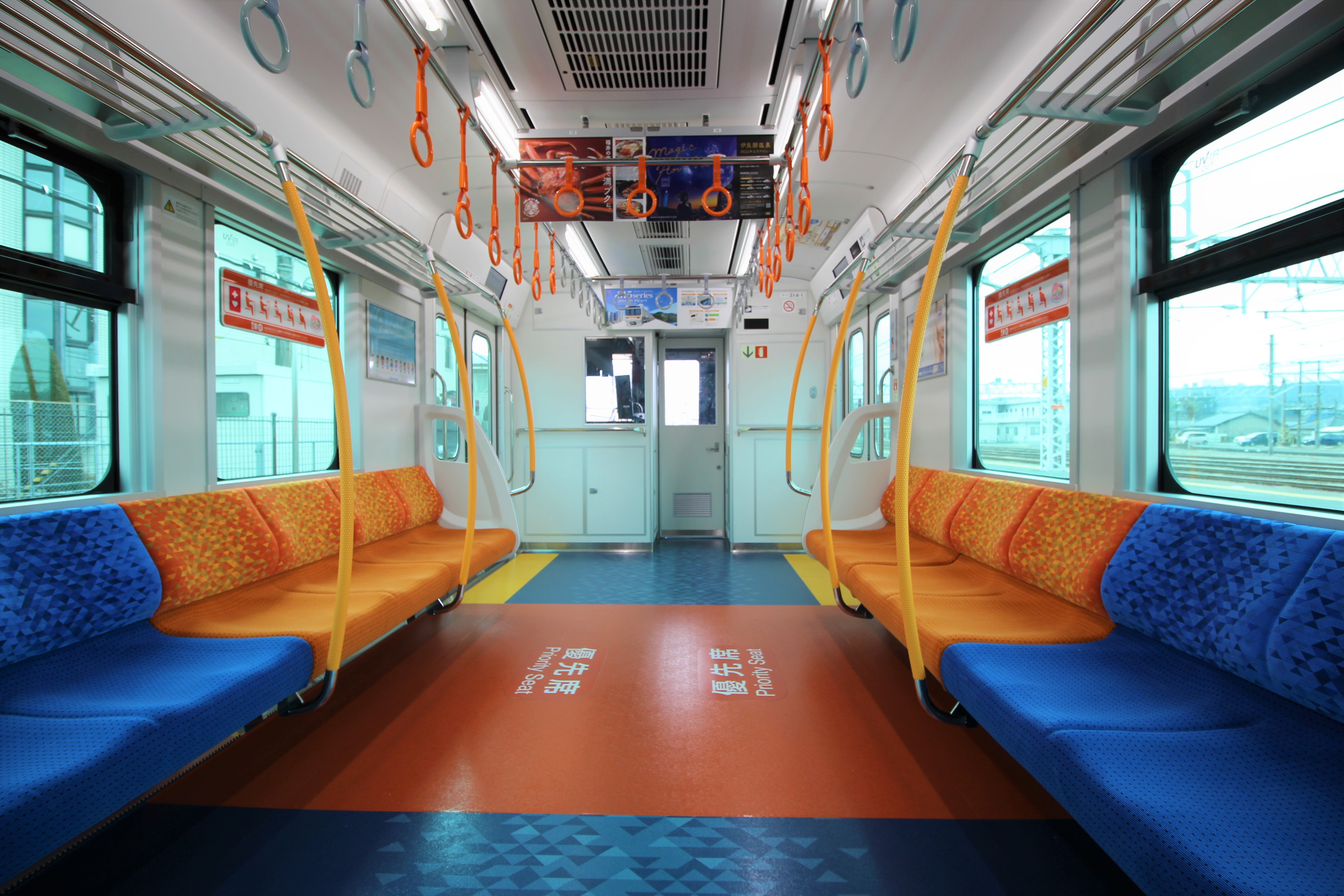
優先席车厢
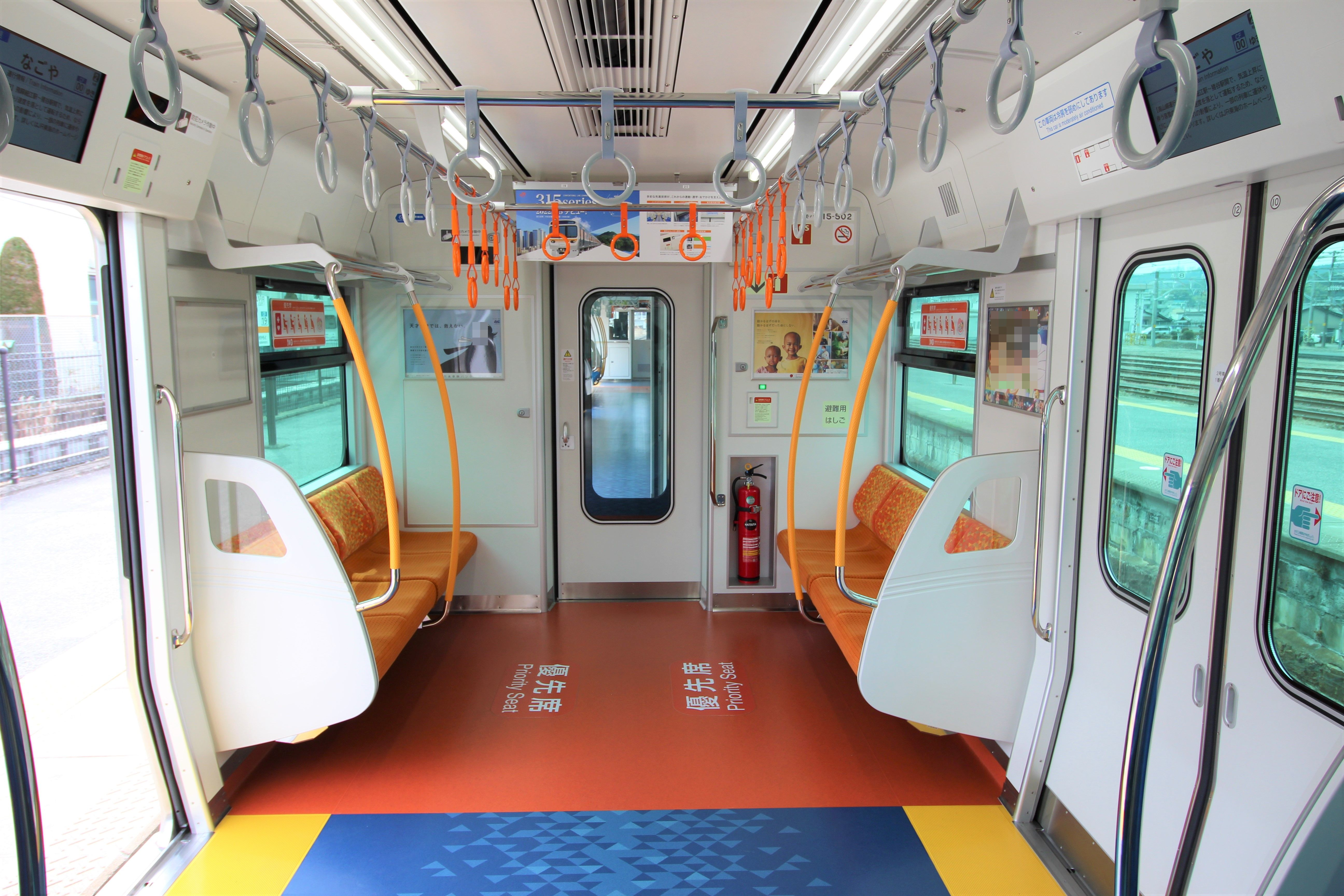
優先席（列车两端）
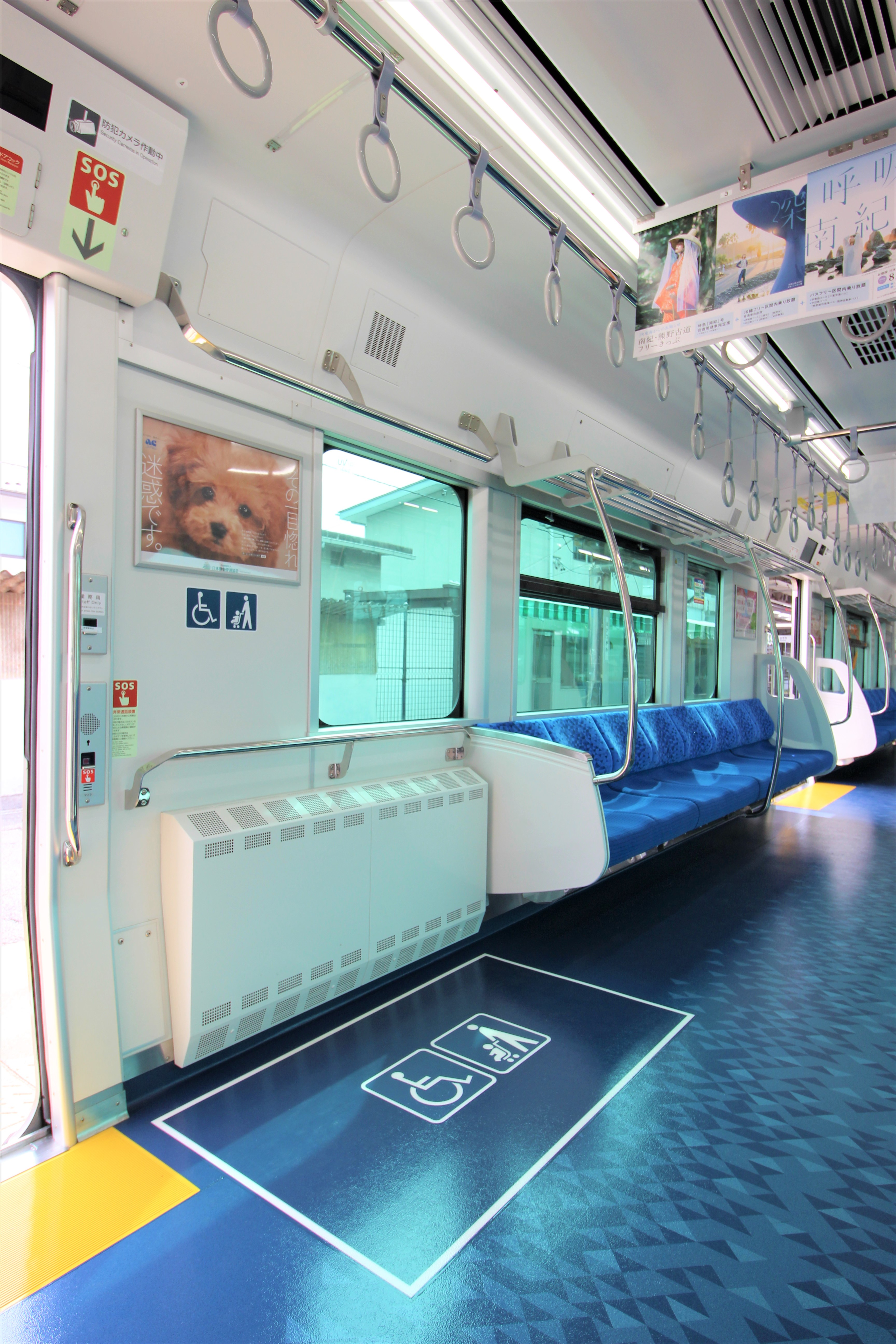
轮椅停泊处
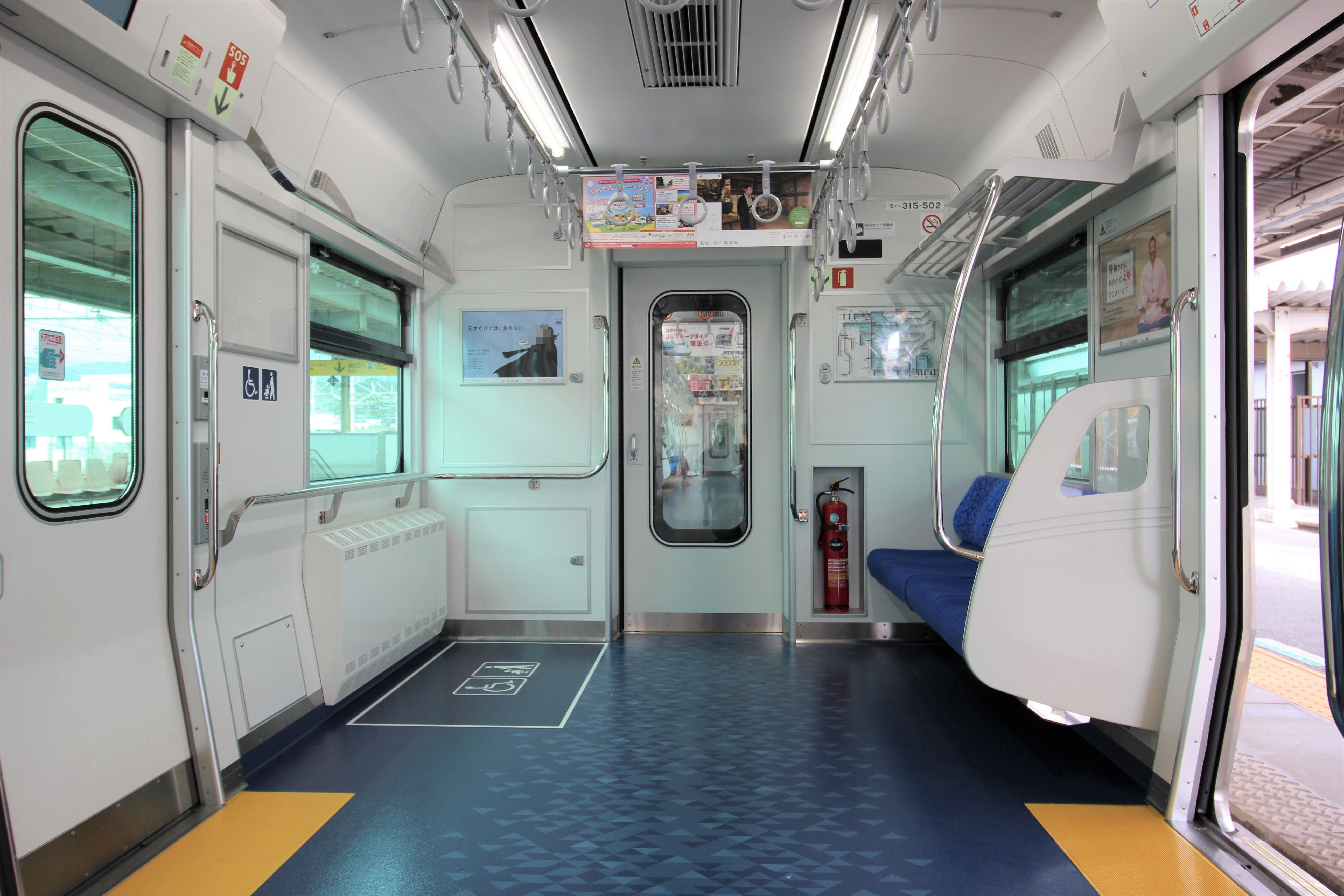
轮椅停泊处（列车两端）
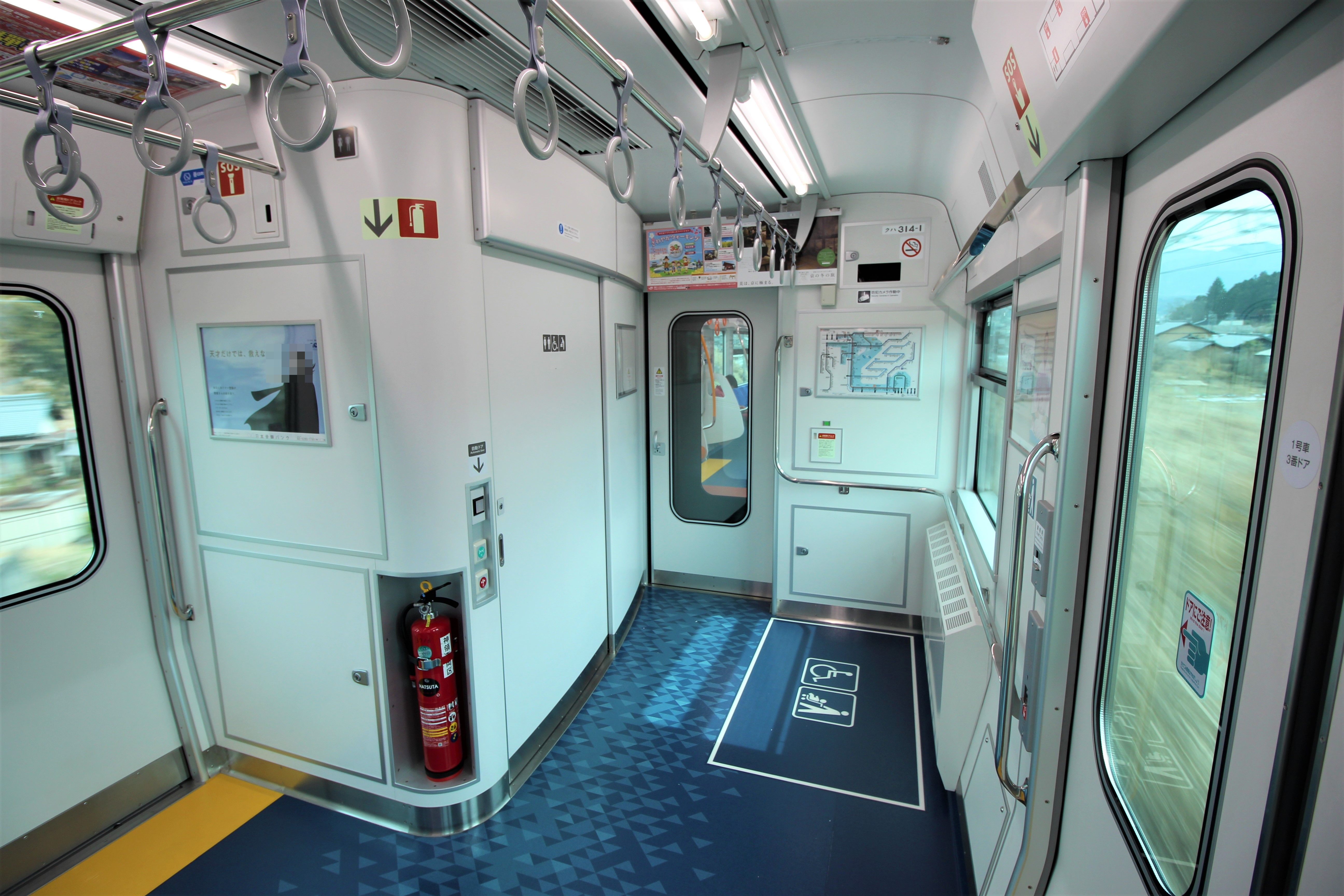
轮椅停泊处及其对面的残疾人专用盥洗室
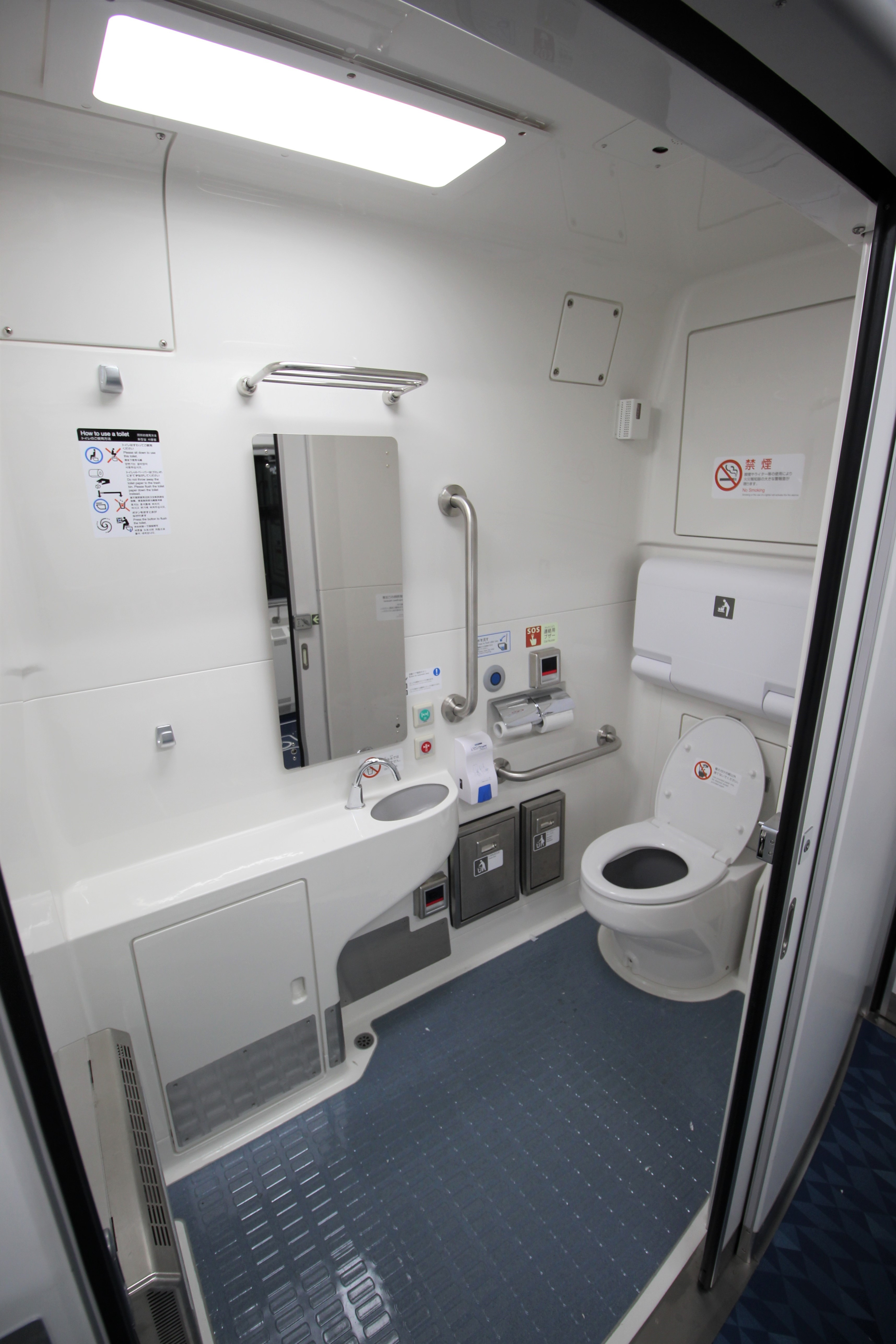
残疾人专用盥洗室内部

### 走行裝置
用於控制列車動力的變頻器半導体器件由先前313系的IGBT變更為具備功率MOS-FET的SiC，所耗費的電力較211系減少35%。
計畫在2022年夏季之後在已投入服務的7列8節編組列車安裝來自N700S系技術的應急駕駛蓄電裝置，而後剩餘未出廠的8節編組及4節編組將在新造時統一安裝。而列車控制傳輸裝置將採用乙太網路以便提升傳輸速度。

## 车厢编组
| 車號 | 8                | 7               | 6                 | 5               | 4                 | 3               | 2                 | 1                 |
| 形式 | クハ315 -0 (Tc1) | モハ315 -0 (M1) | モハ315 -500 (M2) | サハ315 -0 (T1) | サハ315 -500 (T2) | モハ315 -0 (M1) | モハ315 -500 (M2) | クハ314 -0 (Tc'1) |
| C1   | 1                | 1               | 501               | 1               | 501               | 2               | 502               | 1                 |
| C2   | 2                | 3               | 503               | 2               | 502               | 4               | 504               | 2                 |
| :    | :                | :               | :                 | :               | :                 | :               | :                 | :                 |
| C7   | 7                | 13              | 513               | 7               | 507               | 14              | 514               | 7                 |

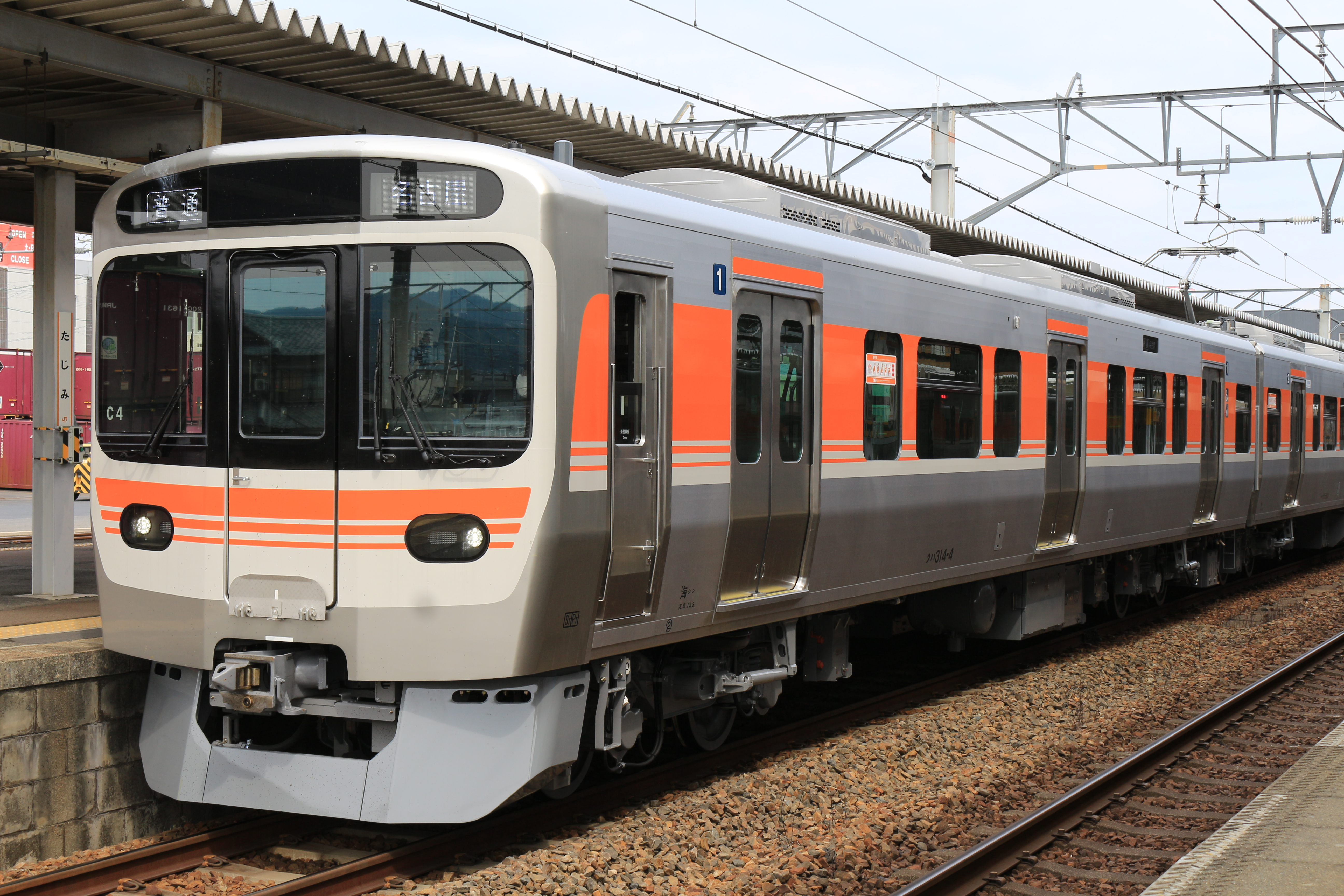
クハ314-0（クハ314-4）
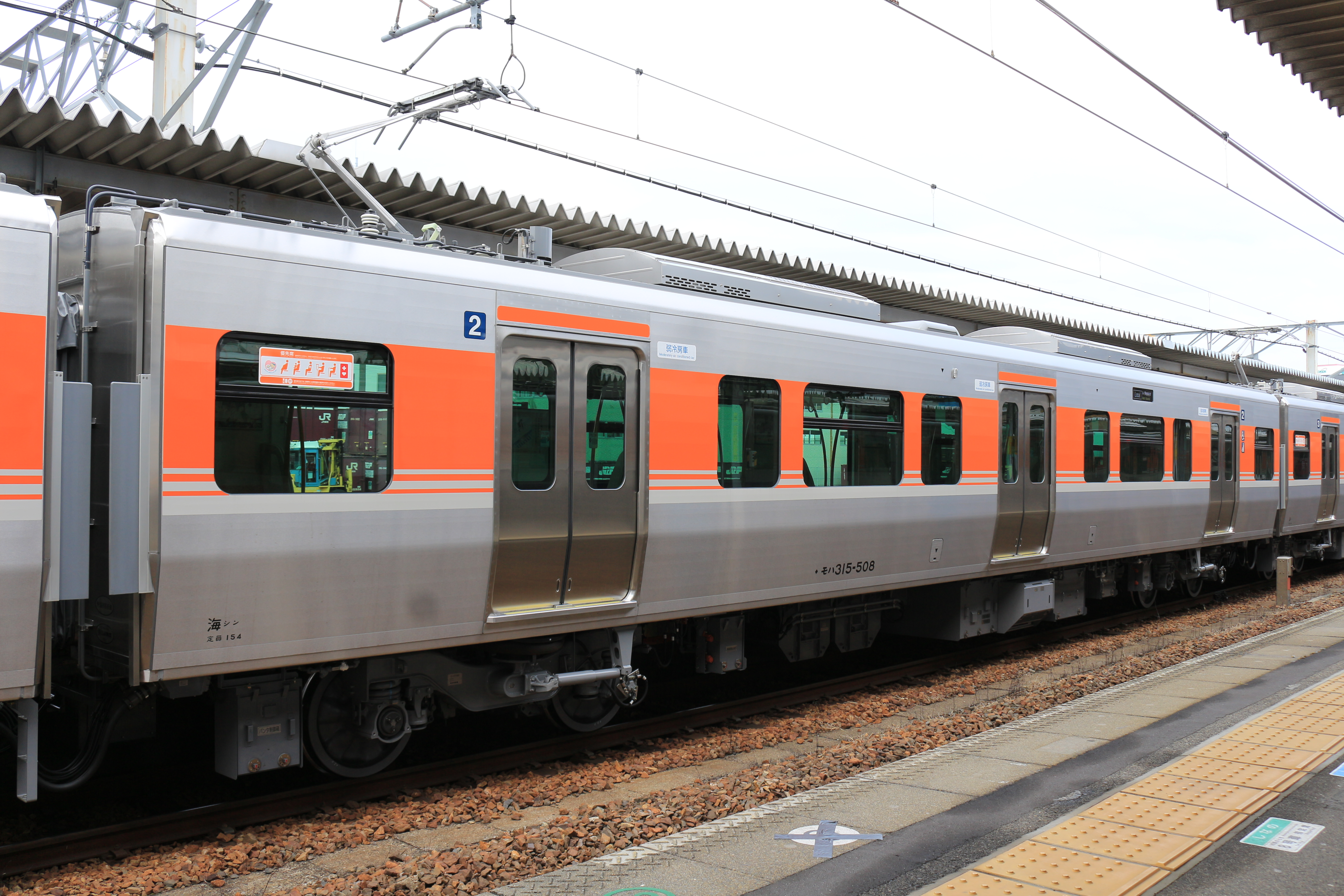
モハ315-500（モハ315-508）
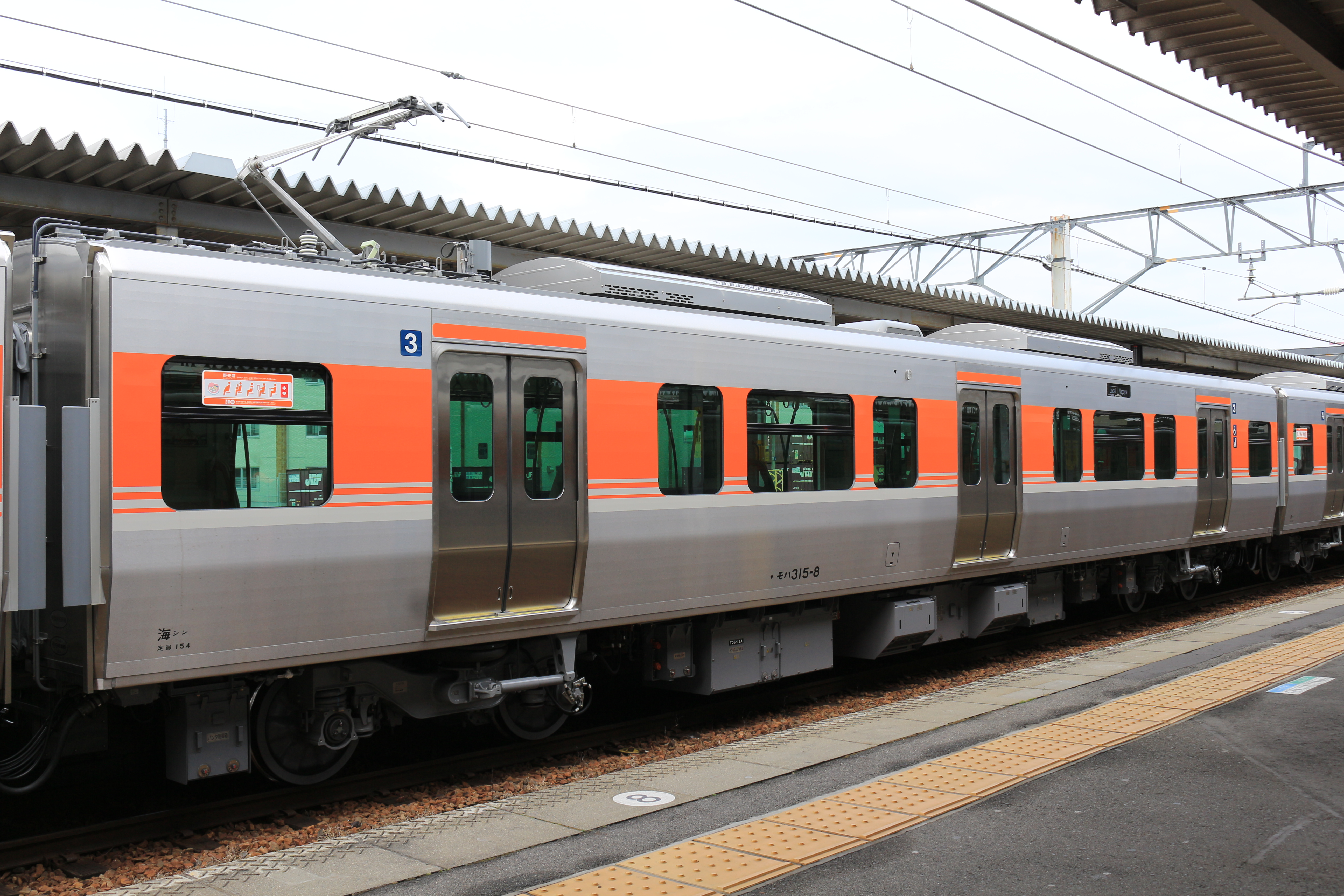
モハ315-0（モハ315-8）
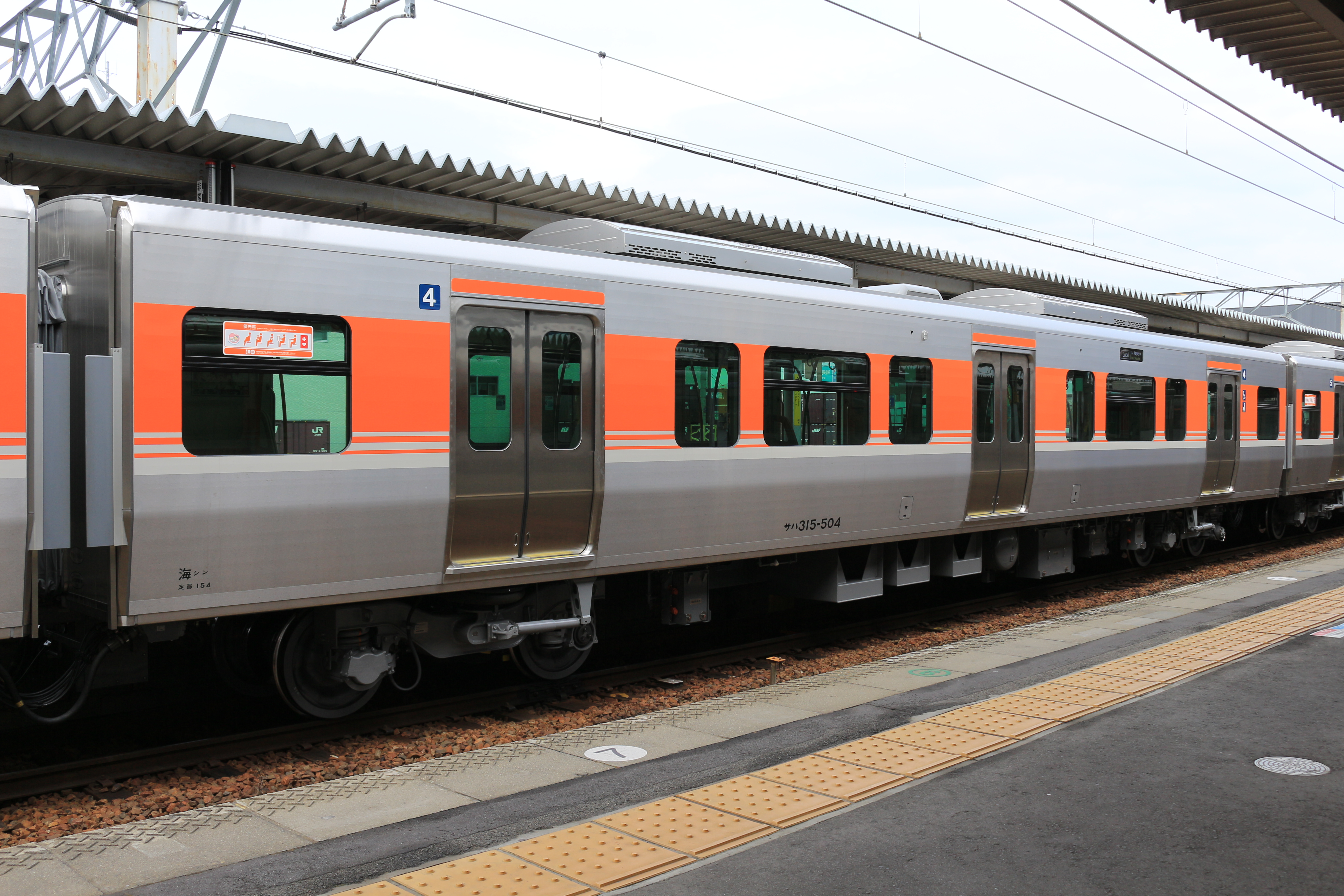
サハ315-500（サハ315-504）
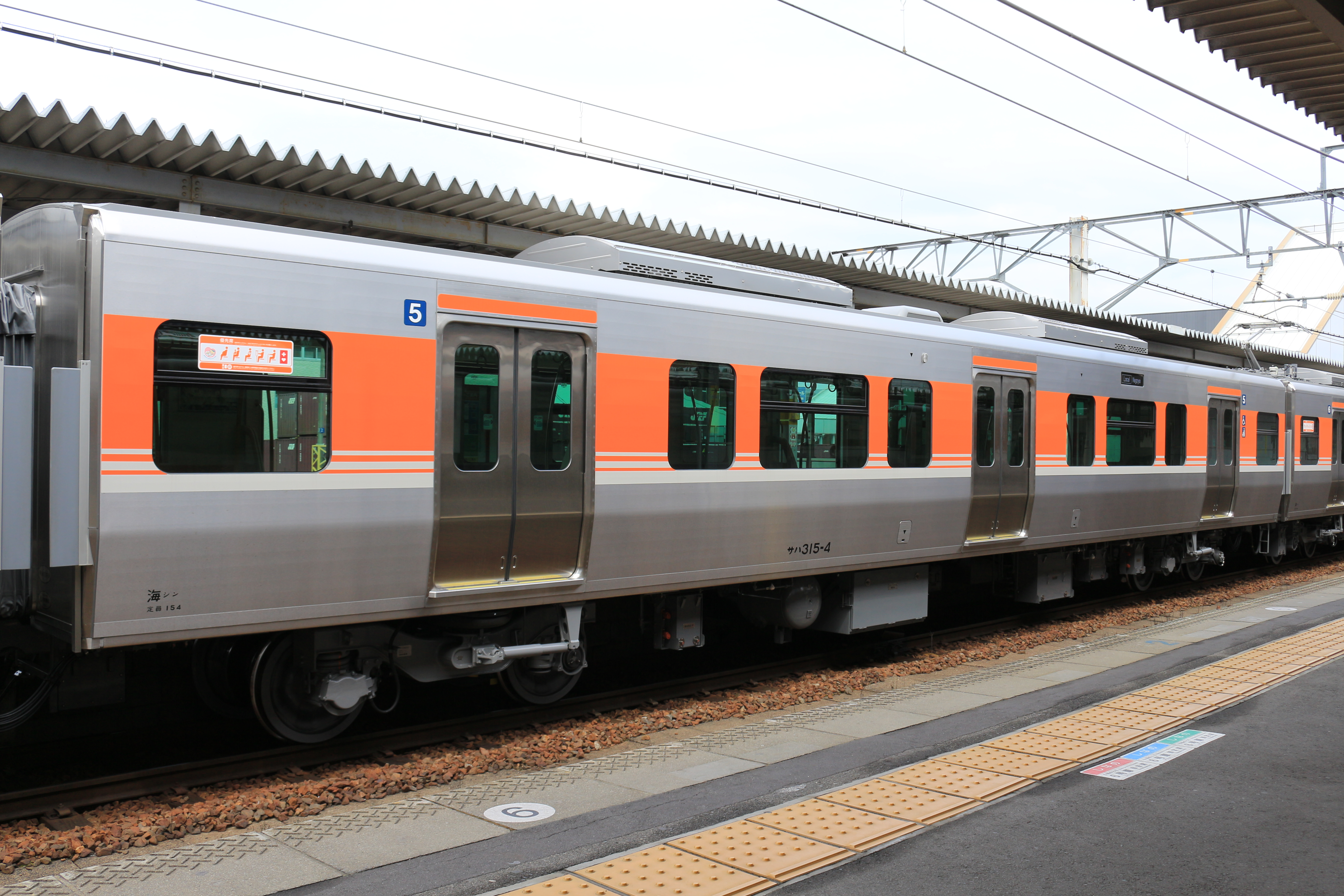
サハ315-0（サハ315-4）
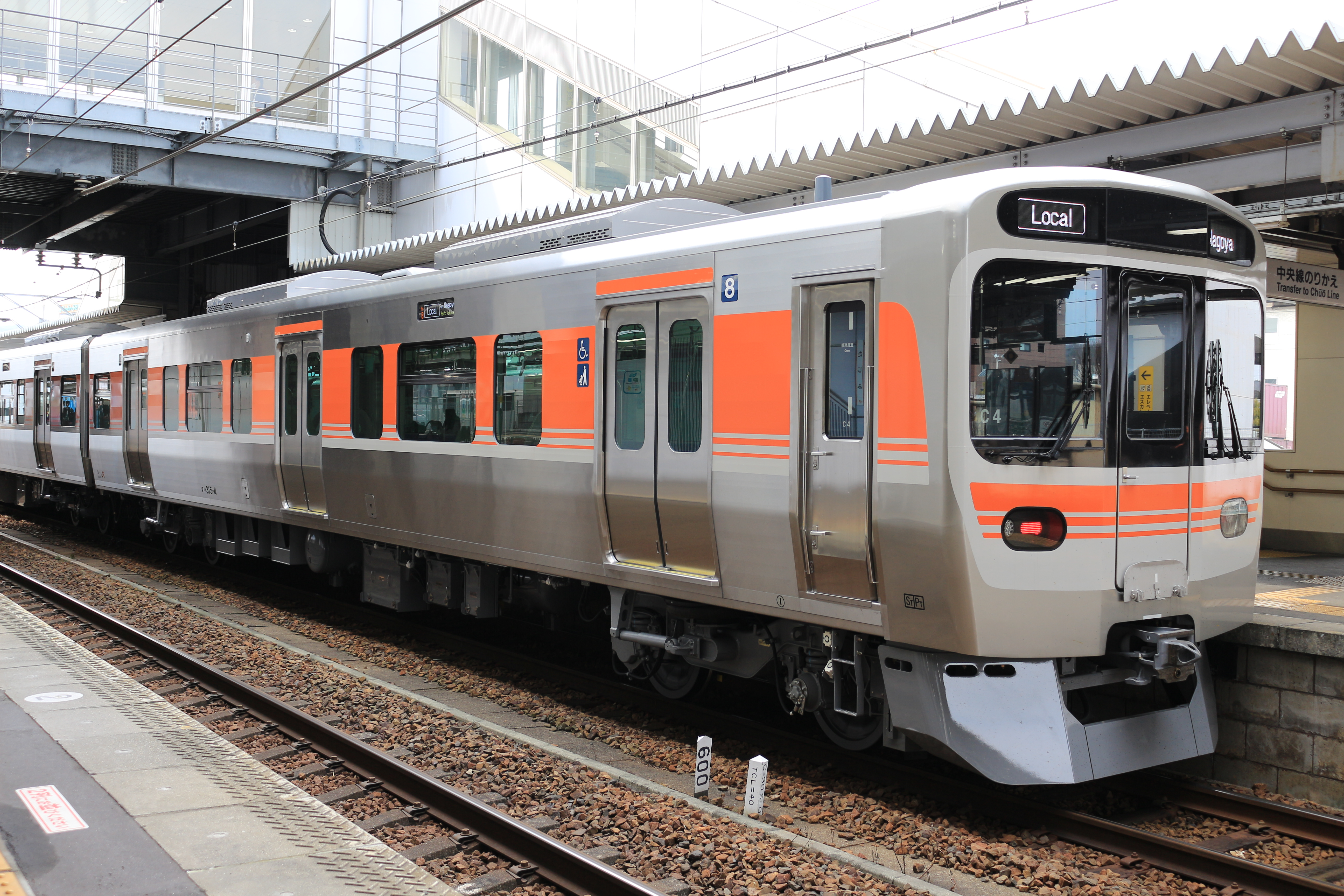
クハ315-0（クハ315-4）

本系車輛中，為JR東海通勤/郊區首次顯示車號的電聯車；但在中央線，名古屋方向（對應東海道線的米原方向）是1號車，而383系的1號車則是長野方向，數量依序的方向是相反的。

## 调度
2022年3月起，中央线着手进行了针对315系电力动车组的业务转移工作，并于2022年3月12日发布了新的时刻安排表，以便将该型电力动车组在工作日晚上利用爱知环状铁路调度至濑户口站。

## 未來規劃
315系計畫在名古屋－静岡都市圏內分别投入東海道線（名古屋地区・静岡地区）和關西線两线运营。中央線（名古屋 - 中津川段）预计在2023年前將本系列車組统一投入非特快线路的运营。
2021年至2023年間預定打造352輛315系列車（23列8輛編成・42列4輛編成）。